# Ministère de l'Intérieur (Togo)
Pour les articles homonymes, voir Ministère de l'Intérieur.
L'historique ministère de l'Intérieur fut en 2007 démantelé en deux ministères différents, celui de la Sécurité chargé de la sécurité intérieure et celui de la Décentralisation (ou simplement ministère de l'Administration Territoriale) dirigé depuis 2007 par Pascal Akoussoulèlou Bodjona, cumulant en même temps la fonction du porte-parole du gouvernement.
Le ministère de l'Administration Territoriale est au cœur de l'administration du Togo : il assure sur tout le territoire le maintien et la cohésion des institutions du pays. Son organisation, ses moyens humains et matériels constituent l'outil privilégié de l'État pour garantir aux citoyens l'exercice des droits, devoirs et libertés réaffirmés par la constitution de la constitution.
Il a son siège sur l'Avenue de la présidence à Lomé, en face du Palais de la justice de Lomé.
L'actuel ministre de l'Administration territoriale, de la Décentralisation et des Collectivités locales est Payadowa Boukpessi.

## Historique
| N° | Période                                        | Ministre                   |
| -- | ---------------------------------------------- | -------------------------- |
| 1  | du 18 septembre 1956 au 11 février 1957        | Nicolas Grunitzky          |
| 2  | du 11 février 1957 au 20 mai 1958              | Fousséni Mama              |
| 3  | du 20 mai 1958 au 25 mai 1960                  | Paulin Freitas             |
| 4  | du 25 mai 1960 au 7 janvier 1960               | Théophile Mally            |
| 5  | du 14 mai 1963 au 7 janvier 1966               | Nicolas Grunitzky          |
| 6  | du 7 janvier 1966 au 13 janvier 1967           | Fousséni Mama              |
| 7  | du 13 janvier 1967 au 14 avril 1967            | Benoît Yaya Malou          |
| 8  | du 14 avril 1967 au 21 janvier 1972            | James Assila               |
| 9  | du 21 janvier 1972 au 21 août 1973             | Barthélemy Lamboni         |
| 10 | du 21 août 1973 au 21 janvier 1974             | Ali Saïbou Dermane Fofana  |
| 11 | du 21 janvier 1974 au 5 mars 1975              | Joseph Oama Bagna          |
| 12 | du 5 mars 1975 au 31 janvier 1977              | Yao Konalé Eklo            |
| 13 | du 31 janvier 1977 au 12 mars 1987             | Kpoti Têvi Djidjogbé Lacle |
| 14 | du 12 mars 1987 au 19 décembre 1988            | Amal Agbetiafa             |
| 15 | du 19 décembre 1988 au 13 février 1990         | Yao Mawulikplimi Amegi     |
| 16 | du 13 février 1990 au 25 septembre 1991        | Yao Komlanvi               |
| 17 | du 25 septembre 1991 au 2 janvier 1992         | Kokouvi Masseme            |
| 18 | du 2 janvier 1992 au 16 septembre 1992         | Yao Komlanvi               |
| 19 | du 16 septembre 1992 au 12 février 1993        | Agbéyomé Kodjo             |
| 20 | du 12 février 1993 au 25 mai 1994              | Combévi Georges Agbodjan   |
| 21 | du 25 mai 1994 au 29 novembre 1995             | Kodjo Sagbo                |
| 22 | du 29 novembre 1995 au 18 juin 1999            | Seyi Memene                |
| 23 | du 18 juin 1999 au 3 décembre 2002             | Akawilou Sizing Walla      |
| 24 | du 3 décembre 2002 au 21 avril 2005            | Akila-Esso Boko            |
| 25 | du 21 avril 2005 au 20 juin 2005 (intérimaire) | Katari Foli-Bazi           |
| 26 | du 20 juin 2005 au 20 septembre 2006           | Katari Foli-Bazi           |
| 27 | du 20 septembre 2006 au 13 décembre 2007       | Kwesi Ahoomey-Zunu         |
| 28 | du 13 décembre 2007 au 31 juillet 2012         | Pascal Bodjona             |
| 29 | du 31 juillet 2012 au 17 ? 2013                | Gilbert Bawara             |
| 30 | du 17 ? 2013 au 28 juin 2015                   | Gilbert Bawara             |
| 31 | du 17 ? 2013 au 4 janvier 2019                 | Payadowa Boukpessi         |
| 32 | du 4 janvier 2019 au 25 septembre 2020         | Payadowa Boukpessi         |
| 33 | depuis le 25 septembre 2020                    | Payadowa Boukpessi         |

## Attributions
Le Ministère de l’Administration Territoriale et de la Décentralisation est chargé de l’Administration Générale du territoire ainsi que de la mise en œuvre de la politique de décentralisation définie par le gouvernement.
Le Ministère de l’Administration Territoriale et de la Décentralisation a pour mission notamment de : 
- mettre en œuvre la politique du gouvernement dans les deux matières mentionnées ci-dessus
- contribuer au développement et à l’épanouissement des collectivités territoriales ;
- réglementer les questions relatives à l’état civil, aux affaires politiques et électorales, à la chefferie traditionnelle, aux cultes et aux associations.

Le Ministère a sous son autorité les gouverneurs de régions, les préfets, les sous-préfets, ainsi que les maires lorsqu’ils agissent en qualité d’agents de l’État dans les matières relevant de sa compétence.

## Organisation
Le Ministère de l'Administration est organisé autour d'un certain nombre de directions centrales et de services rattachés.

### Directions centrales

#### Direction des Libertés Publiques et des Affaires Politiques (DLPAP)
La Direction des Libertés Publiques et des Affaires Politiques comprend trois divisions à savoir : 
- La division des Affaires Politiques et Administratives
- La division de la Chefferie Traditionnelle
- La division des Organisations Civiles et des Associations

Elle a pour attributions : 
- L’étude des dossiers de demande de reconnaissance des partis politiques :
- L’élaboration des textes règlementant les rassemblements et manifestations publiques ;
- L’étude des dossiers de demande d’autorisation de manifestations publiques (joindre la charte des Partis Politiques)
- L’étude des dossiers de reconnaissance de la désignation des chefs traditionnels ;
- La rédaction des actes de reconnaissance de désignation ou de retrait de l’acte de désignation des chefs ;
- L’étude des dossiers de nomination des secrétaires de chefs de canton ;
- La rédaction des projets de décret portant fixation des indemnités des chefs canton et leurs secrétaires ; (joindre liste des pièces à fournir pour la désignation des chefs et pour l’engagement des secrétaires puis la loi portant statut des chefs traditionnels au Togo)
- De veiller au respect de l’exercice des droits fondamentaux et libertés garantis par la Constitution ;
- D’étudier les demandes de reconnaissance des associations apolitiques, des syndications et fondations
- De veiller à l’exercice de leurs libertés dans le respect des conditions fixées par la loi (joindre une copie du canevas de création des
- Associations et la loi du 1er juillet 1901)

#### Direction de l'Administration territoriale et des frontières (DATF)
À sa création, la direction de l’Administration territoriale était chargée de la gestion et de la tutelle des collectivités locales. Elle comprenait deux (2) divisions : la division de la gestion et de la tutelle des communes et la division de la gestion et de la tutelle des préfectures et des régions.
Avec le décret n°2005-07-071/PR du 14 août 2005 portant attributions et organisation du Ministère de l’Administration territoriale et de la Décentralisation, notamment en son article 15, la direction de l’Administration territoriale comprend :
- la division de la tutelle des communes ;
- la division de la tutelle des préfectures et des régions ;
- la division de la représentation territoriale de l’État ;
- la division de l’état civil

En 2008, conformément aux dispositions du décret n°2008-090/PR du 29 juillet 2008 portant organisation des départements ministériels, la direction de l’Administration territoriale s’appelle désormais Direction de l’Administration territoriale et des Frontières.

#### Direction de la décentralisation et des collectivités locales (DDCL)
La Direction de la Décentralisation et des Collectivités Locales est chargée de :
- mettre en œuvre la politique de l’État en matière de décentralisation et du développement des collectivités locales ;
- mettre en œuvre et de suivre le programme national de consolidation de la décentralisation ainsi que le programme d’appui au processus de la décentralisation ;
- formuler les politiques et stratégies nationales de décentralisation en relation avec les ministères concernés ;
- veiller au respect de la répartition des compétences entre l’État et les collectivités territoriales et la sauvegarde de l’intérêt général et de la légalité conformément aux dispositions de la loi ;
- assurer le suivi de l’application du code des collectivités territoriales et appuyer celles-ci dans le cadre de leur mission de formation, de consolidation et de promotion de la citoyenneté.

#### Direction des affaires communes (DAC)
La direction des affaires communes est chargée de la gestion des finances, du matériel et des ressources humaines.
Elle comprend :
- la division du budget et de la comptabilité;
- la division des ressources humaines;
- la division des secours d'urgence en cas de catastrophes naturelles.

#### Direction des affaires électorales
La Direction des affaires électorales était chargé jusque peu de l'organisation et la proclamation des résultats provisoires. Aujourd'hui, une Commission Électorale Nationale indépendante (CENI) se charge de ces fonctions.

#### Direction des Archives et du Dépôt Légal (DADL)
La division du dépôt légal est chargée :
- De la réception et de la conservation des imprimés et toutes œuvres cinématographiques, musicales, photographiques, audiovisuelles.
- De l’établissement de l’accusé de réception des dépôts effectués ainsi que du classement et de la ventilation des exemplaires destinés à d’autres services du cabinet.

La division des archives est chargée de :
- La mise en place et la tenue à jour de la documentation nécessaire au bon fonctionnement du département ;
- Du classement et la conservation des archives ayant plus de cinq (05) ans d’âge, transmis le mois de janvier de chaque année par les services relevant du cabinet, du Secrétariat Général et des différentes Directions du ministère.

#### Direction des Cultes
La direction des cultes est chargée, conformément au principe de la LIBERTE RELIGIEUSE, posé par la loi fondamentale de la République Togolaise de : 
- La mise en œuvre de la réglementation relative à l’exercice des cultes ;
- La gestion des questions en rapport avec la déclaration et le suivi du fonctionnement des églises, des ordres philosophiques et des couvents.

Il convient de préciser que la direction des cultes assumes ses missions, en liaison avec les services compétents en matière de sécurité et d’ordre public, notamment en ce qui concerne la police administrative et la Commission Nationale du HADJ, en ce qui concerne le pèlerinage à la Mecque.

#### Direction des Établissements Hôteliers et des bars (DEHB)
Créé par l’ordonnance n°34 du 10 août 1967, portant code des débits de boissons et des mesures contre l’alcoolisme, ce service était depuis longtemps rattaché à la Direction des Affaires Politiques et de la Protection Civile quand le Ministère de la Sécurité et celui de l’Administration Territoriale constituaient un seul département.
C’est en 2008 que ce service a été érigé en Direction des Etablissements Hôteliers et des Bars (DEHB) avec des attributions précises.
Elle a pour mission de veiller spécialement à l’étude des dossiers de demande d’autorisation d’ouverture des Etablissement d’Hébergement et des débits de boissons que sont : les Hôtels, les Auberges, les Campements, les Motels, les Bars, les Bar-restaurant, les Bar-dancing, les Snack-bar, les Maquis et les Night-club, et d’établir leur autorisation d’ouverture.
Outre la délivrance des autorisations d’ouverture, la DHB s’occupe de la gestion des problèmes de sécurité civile en général, des troubles de voisinage, des altérités et nuisances sonores de toutes sortes en particulier.

### Services rattachés

#### Commission Nationale du Hadl
Elle a pour mission de coordonner et de superviser l’organisation et le déroulement du pèlerinage des Togolais aux lieux saints de l’Islam. À ce titre, la Commission :
- Définit les stratégies et modalités d’une organisation harmonieuse du Hadj
- Veille à la sensibilisation, à l’information et à l’encadrement des pèlerins au niveau national ;
- Accorde des agréments aux agences de voyages en qualité de collecteurs-guide du Hadj ;
- Emet un avis ou fait des propositions sur toutes les questions relatives à l’organisation et au déroulement du Hadj

#### Établissement Public Autonome pour l'Exploitation des Marchés de Lomé (EPAM)
Créé le 28 mai 1998 dans le cadre de la politique de décentralisation du gouvernement togolais et du Programme de Développement Urbain de la Banque Mondiale au TOGO (PDUT), l'EPAM gère tous les marchés de la Commune de Lomé.
L'EPAM, de par ses activités, vise à améliorer les conditions de vie et de travail des commerçants par la mise à leur disposition d’équipements marchands adéquats, la sécurité des biens et des personnes, la propreté des lieux et l’instauration d’une concertation partenariale avec les femmes pour la gestion de toutes les affaires concernant les marchés de la commune.